# Andressa Fidelis
Andressa Moreira Fidélis (* 20. Januar 1994) ist eine brasilianische Leichtathletin, die sich auf den Sprint spezialisiert hat und auch im Weitsprung an den Start geht.

## Sportliche Laufbahn
Erste Erfahrungen bei internationalen Meisterschaften sammelte Andressa Fidélis im Jahr 2010, als sie bei den erstmals ausgetragenen Olympischen Jugendspielen in Singapur mit einer Weite von 5,45 m den fünften Platz im Weitsprung belegte. Anschließend gewann sie bei den Jugendsüdamerikameisterschaften in Santiago de Chile mit 5,60 m die Silbermedaille. Im Jahr darauf gewann sie dann auch bei den Juniorensüdamerikameisterschaften in Medellín mit 5,84 m die Silbermedaille im Weitsprung und siegte mit der brasilianischen 4-mal-100-Meter-Staffel in 44,64 s. 2012 schied sie bei den Juniorenweltmeisterschaften in Barcelona mit 5,94 m in der Qualifikationsrunde aus. Anschließend belegte sie bei den U23-Südamerikameisterschaften in São Paulo in 11,92 s den vierten Platz im 100-Meter-Lauf und auch im Weitsprung gelangte sie mit 5,98 m auf Rang vier. Zudem gewann sie im Staffelbewerb in 45,88 s die Bronzemedaille hinter den Teams aus Chile und Kolumbien. Im Jahr darauf belegte sie bei den Panamerikanischen Juniorenmeisterschaften in Medellín mit 6,00 m den vierten Platz im Weitsprung und anschließend gewann sie bei den Juniorensüdamerikameisterschaften in Resistencia mit 6,15 m die Goldmedaille und sicherte sich im Staffelbewerb mit 45,53 s die Silbermedaille und 2014 siegte sie mit der Staffel in 45,44 s bei den U23-Südamerikameisterschaften in Montevideo.
Bei den IAAF World Relays 2019 in Yokohama verhalf sie dem brasilianischen Team zum Finaleinzug und anschließend belegte sie bei den Südamerikameisterschaften in Lima in 11,79 s den siebten Platz über 100 m und siegte in 44,70 s gemeinsam mit Anny de Bassi, Ana Azevedo und Bruna Farias in der 4-mal-100-Meter-Staffel. Daraufhin nahm sie mit der Staffel an den Panamerikanischen Spielen ebendort teil und siegte dort in 43,04 s gemeinsam mit Vitória Cristina Rosa, Lorraine Martins und Rosângela Santos.

## Persönliche Bestleistungen
- 100 Meter: 11,42 s (+0,1 m/s), 23. März 2019 in Bragança Paulista
  - 60 (Meter): 7,35 s, 16. Februar 2014 in São Caetano do Sul
- Weitsprung: 6,37 m (+0,9 m/s), 7. April 2012 in São Paulo